# Skenderija
Skenderija es un complejo cultural, deportivo y comercial situado en Sarajevo, la capital de Bosnia y Herzegovina. Se encuentra en el municipio de Sarajevo-Centar, en la intersección entre las calles Terezija y Skenderija, al sur del río Miljacka.
Se trata de una zona de 70.000 metros cuadrados que comprende varios pabellones polivalentes en los que se organiza todo tipo de eventos deportivos, culturales y comerciales a lo largo del año, así como un centro comercial "Privredni grad" con numerosas tiendas, restaurantes, cafeterías y similares. Skenderija consta de varios espacios entre los que se encuentran el centro juvenil Dom Mladih, el museo Ars Aevi y el pabellón deportivo Mirza Delibašić.

## Historia

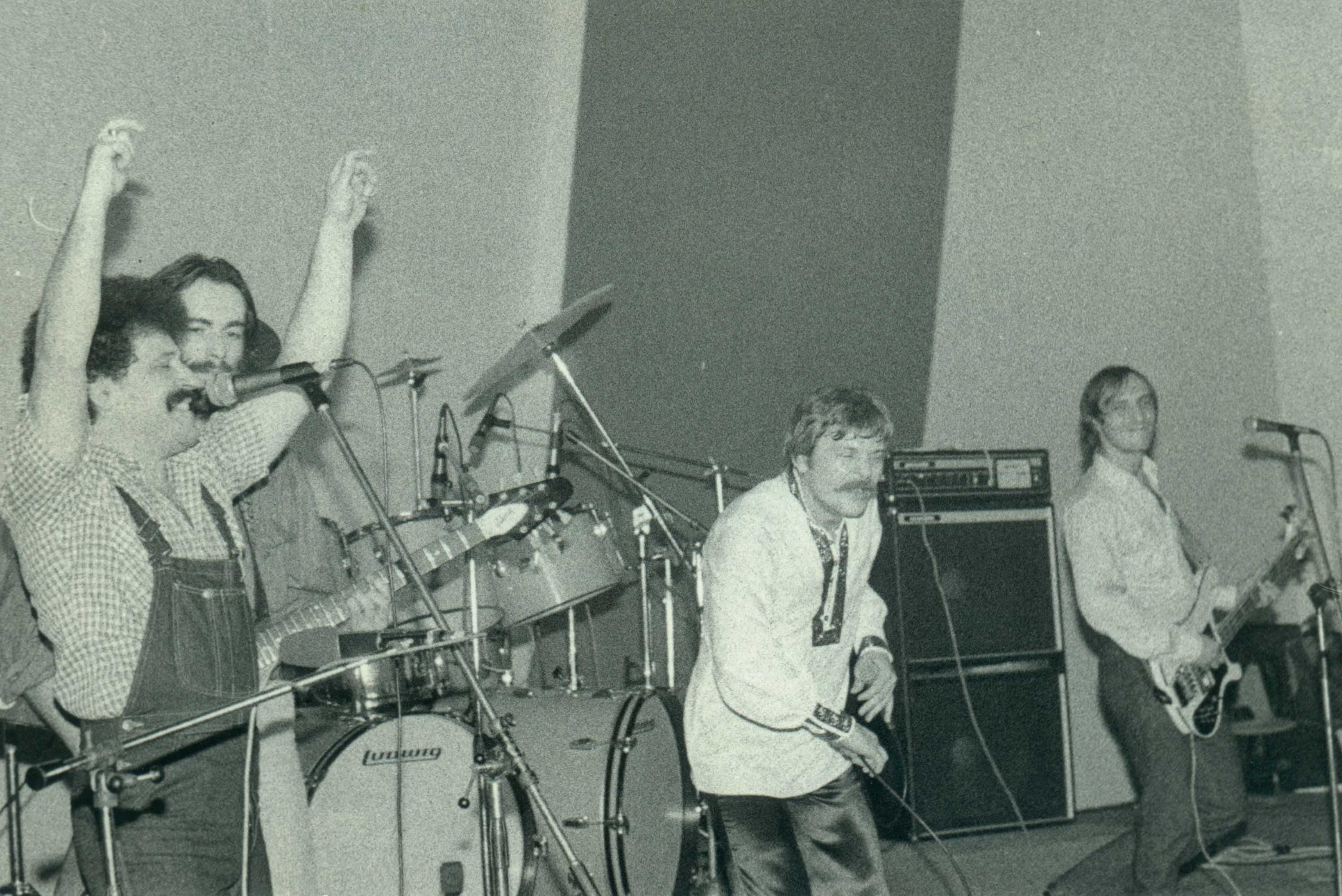
Los Indexi y Želimir Altarac Čičak en concierto en Skenderija en 1979

Debido a la falta de un espacio para exposiciones y un centro deportivo en la ciudad de Sarajevo, una ciudad que se encontraba en plena expansión a finales de la década de 1960, la administración municipal proyectó la construcción del nuevo complejo Skenderija. Se inauguró el 29 de noviembre de 1969 con el estreno de la película La batalla del río Neretva.
El nombre de Skenderija, que significa "lugar de Skender", procede del famoso bey bosnio Skender-paša, que construyó en esta zona el primer centro comercial con 11 tiendas y el primer monasterio musulmán de Bosnia en 1499. Pronto Skenderija se convirtió en un lugar destacado y muy utilizado para numerosos eventos culturales y deportivos en la antigua  Yugoslavia. Desde su inauguración, acogió el Campeonato Mundial de Baloncesto de 1970 y el Campeonato Mundial de Tenis de Mesa de 1973.
Una parte de Skenderija corresponde a un club juvenil llamado "Dom mladih" (Casa de la Juventud). Antes de la guerra de Bosnia, en los años 90, era uno de los más modernos y occidentales de Yugoslavia. Era un lugar muy popular entre los jóvenes, y grandes estrellas de la música pop balcánica, como Dino Merlin, iniciaron aquí sus carreras.
En 1977, cuando Sarajevo fue elegida sede de los Juegos Olímpicos de Invierno de 1984, los organizadores constataron que, además del Pabellón Olímpico de Zetra, sería precisa otra instalación para acoger todas las competiciones de patinaje artístico y hockey sobre hielo. Así que se decidió reformar y ampliar Skenderija para convertirlo en un centro de deportes sobre hielo de última generación. También fue elegido para albergar el centro internacional de prensa.
En 1992, cuando estalló la guerra en Bosnia y Herzegovina, Skenderija fue bombardeado. La estructura principal del edificio sobrevivió sin sufrir daños graves, pero el centro juvenil quedó destruido e inutilizable.
Después de la guerra, el complejo se fue deteriorando paulatinamente. Pero en 1999, el gobierno de la ciudad de Sarajevo manifestó su deseo de contar con una sala de exposiciones que contribuyera a la reactivación económica y comercial. Las obras de remodelación, financiadas por varias empresas privadas que ahora son propietarias del edificio, se prolongaron de 2000 a 2006. El complejo, ahora rehabilitado para cumplir sus antiguas funciones comerciales y sociales, recibe más de 500.000 visitantes al año.
El 12 de febrero de 2012, la parte central del techo de la pista de hielo se derrumbó bajo el peso de una fuerte nevada. El techo había sido diseñado para soportar hasta 100 kg por metro cuadrado, mientras que el peso de la nieve llegó a unos 160 kg por metro cuadrado.

## Dom Mladih Skenderija

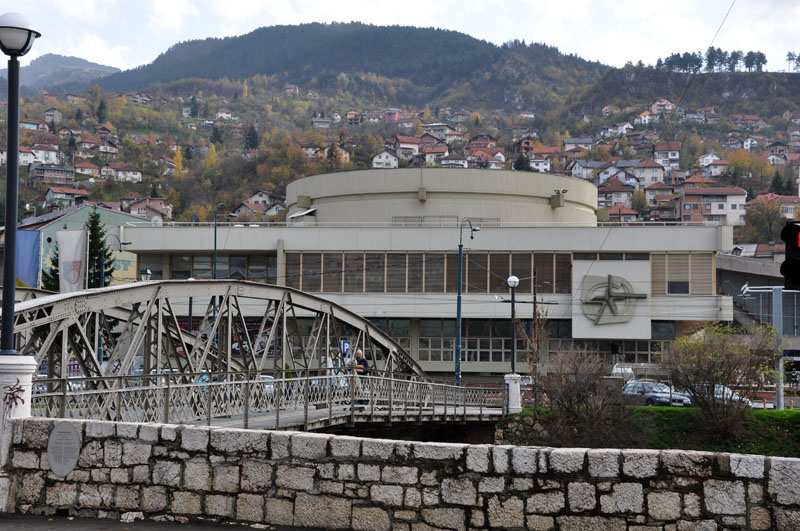
Dom Mladih Skenderija

El Dom Mladih (Casa de la Juventud) es un centro multifuncional, de diseño e interior modernos, que forma parte del complejo Skenderija. Dotado de la más moderna tecnología, consta de un sala de baile con capacidad para 2.000 visitantes y un anfiteatro con capacidad para hasta 600 visitantes.
Muchos grupos y artistas de pop y rock poco conocidos comenzaron sus carreras en "Dom Mladih" y más tarde se convirtieron en músicos de renombre en toda la región e incluso en el mundo: Kemal Monteno, Bijelo Dugme, Dino Merlin, Indexi, Crvena jabuka, Plavi orkestar, Ambasadori, Regina, SCH y muchos otros.
Tras sufrir daños durante la guerra de Bosnia, fue reabierto oficialmente en 2007.

## Dvorana Mirza Delibašić
El Dvorana Mirza Delibašić (en serbio Дворана Мирза Делибашић) es un estadio polivalente bautizado en honor al jugador de baloncesto Mirza Delibašić y perteneciente al complejo Skenderija. Se utiliza como instalación deportiva para el baloncesto (Košarkaški klub Bosna Royal) y el balonmano (RK Bosna Sarajevo).

## Ars Aevi

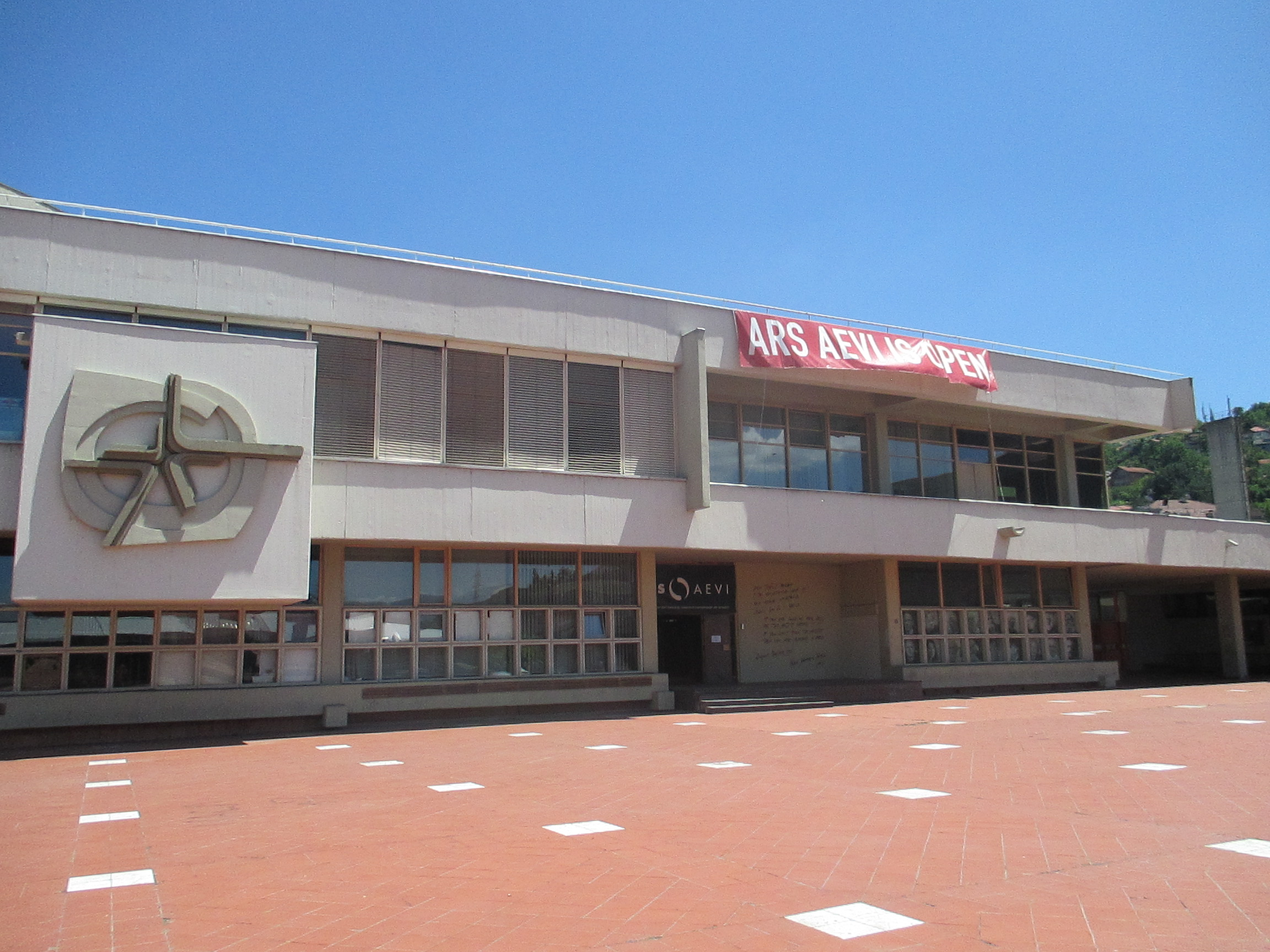
Ars Aevi

Ars Aevi (Ars Aevi Muzej Savremene Umjetnosti Sarajevo) es un museo de arte contemporáneo que se aloja provisionalmente en un ala del complejo Skenderija. Se creó durante la guerra a modo de resistencia cultural y contiene más de 120 obras de artistas de renombre mundial como Michelangelo Pistoletto, Jannis Kounellis, Joseph Beuys, Braco Dimitrijević y Joseph Kosuth. Renzo Piano ha diseñado un nuevo edificio para el museo.